# Homothamnis
Homothamnis là một chi bướm đêm thuộc họ Blastobasidae.